# Microtus nasarovi
Microtus nasarovi és una espècie de mamífer rosegador de la família dels cricètids. Viu a Armènia i l'Azerbaidjan. Ocupa hàbitats semblants als de M. daghestanicus. Es desconeix si hi ha cap amenaça significativa per a la supervivència d'aquesta espècie.
L'espècie fou anomenada en honor del naturalista i geòleg rus Pàvel Nazàrov.